# Fountain Hill (Arkansas)
Fountain Hill es un pueblo ubicado en el condado de Ashley en el estado estadounidense de Arkansas. En el Censo de 2010 tenía una población de 175 habitantes y una densidad poblacional de 115,11 personas por km².

## Geografía
Fountain Hill se encuentra ubicado en las coordenadas 33°21′28″N 91°51′4″O / 33.35778, -91.85111. Según la Oficina del Censo de los Estados Unidos, Fountain Hill tiene una superficie total de 1.52 km², de la cual 1.52 km² corresponden a tierra firme y (0%) 0 km² es agua.

## Demografía
Según el censo de 2010, había 175 personas residiendo en Fountain Hill. La densidad de población era de 115,11 hab./km². De los 175 habitantes, Fountain Hill estaba compuesto por el 62.86% blancos, el 32% eran afroamericanos, el 0.57% eran amerindios, el 0% eran asiáticos, el 0% eran isleños del Pacífico, el 3.43% eran de otras razas y el 1.14% pertenecían a dos o más razas. Del total de la población el 4% eran hispanos o latinos de cualquier raza.